# 米兰·霍瓦特
米兰·霍瓦特（Milan Horvat，1919年7月28日—2014年1月1日），是一名克罗地亚指挥家。
出生于帕克拉茨，早年在都柏林的国家交响乐团任职，后出任萨格勒布爱乐管弦乐团、克罗地亚国家剧院指挥。他还出任维也纳广播交响乐团指挥，之后退休授课。2014年，他在奥地利因斯布鲁克去世。